# Webster (Florida)
Webster es una ciudad ubicada en el Sumter en el estado estadounidense de Florida. En el Censo de 2010 tenía una población de 785 habitantes y una densidad poblacional de 228,75 personas por km².

## Geografía
Webster se encuentra ubicada en las coordenadas 28°36′41″N 82°3′4″O / 28.61139, -82.05111. Según la Oficina del Censo de los Estados Unidos, Webster tiene una superficie total de 3.43 km², de la cual 3.43 km² corresponden a tierra firme y (0%) 0 km² es agua.

## Demografía
Según el censo de 2010, había 785 personas residiendo en Webster. La densidad de población era de 228,75 hab./km². De los 785 habitantes, Webster estaba compuesto por el 53.12% blancos, el 30.7% eran afroamericanos, el 0.25% eran amerindios, el 0.13% eran asiáticos, el 0.25% eran isleños del Pacífico, el 11.85% eran de otras razas y el 3.69% pertenecían a dos o más razas. Del total de la población el 27.39% eran hispanos o latinos de cualquier raza.